# Drepanosaure
El drepanosaure (Drepanosaurus unguicaudatus) és una espècie de rèptil arborícola que va viure al període Triàsic. S'ha trobat un únic espècimen de drepanosaure. Aquest espècimen era incomplet i era mancat del cap i el coll. El drepanosaure era probablement insectívor, i vivia en ambients costaners en el que actualment és Itàlia.